# Permutation (Amon Tobin)
Permutation è il terzo album discografico in studio del DJ brasiliano Amon Tobin (il secondo pubblicato con questo nome). Il disco è stato pubblicato nel 1998.

## Tracce
1. Like Regular Chickens – 5:16
2. Bridge – 5:56
3. Reanimator – 6:34
4. Sordid – 7:11
5. Nightlife – 6:29
6. Escape – 5:54
7. Switch – 3:49
8. People Like Frank – 6:04
9. Sultan Drops – 5:12
10. Fast Eddie – 7:38
11. Toys – 5:16
12. Nova – 4:42